# Andina Airlines
Vuela Alto Capital S.A. o, más conocida como Andina Airlines es una nueva aerolínea comercial de origen boliviano. Fue fundada el 1 de mayo de 2025, e iniciará sus operaciones en junio del mismo año, como parte de la apertura de nuevas aerolíneas durante el gobierno de Luis Arce, junto con la argentina Flybondi y la dominicana Arajet. 

## Flota
Andina Airlines iniciará sus operaciones utilizando dos aeronaves Bombardier CRJ con capacidad para 50 pasajeros. Los números de serie con las que se certificarán las aeronaves generarán su matriculación para iniciar sus vuelos.

## Destinos
Andina Airlines operará a los siguientes destinos nacionales e internacionales:
| Países                     | Destinos   | Aeropuertos                                | Notas              | Ref.       |
| Sudamerica                 | Sudamerica | Sudamerica                                 | Sudamerica         | Sudamerica |
| -------------------------- | ---------- | ------------------------------------------ | ------------------ | ---------- |
| Bolivia                    | Santa Cruz | Aeropuerto Internacional Viru Viru         | Centro de conexión | [ 3 ]      |
| Bolivia                    | Cobija     | Aeropuerto Capitán Aníbal Arab             | Planes de inicio   | [ 3 ]      |
| Bolivia                    | Cochabamba | Aeropuerto Internacional Jorge Wilstermann | Planes de inicio   | [ 3 ]      |
| Bolivia                    | La Paz     | Aeropuerto Internacional El Alto           | Planes de inicio   | [ 3 ]      |
| Bolivia                    | Sucre      | Aeropuerto Internacional de Alcantarí      | Planes de inicio   | [ 3 ]      |
| Total: 1 país, 3 destinos. |            |                                            |                    |            |